# Andromache (sångerska)
Andromache Dimitropoulou (grekiska: Ανδρομάχη Δημητροπούλου), känd professionellt som enbart Andromache och ibland Andromachi, född 12 oktober 1994 i den tyska staden Siegen, är en tyskfödd grekisk sångerska. Hon är uppvuxen i staden Pýrgos tillhörande prefekturen Nomós Ileías (även kallad Elis och Ilia) i regionen Västra Grekland. 
Den 9 mars 2022 stod det klart att Andromache skulle representera Cypern i Eurovision Song Contest 2022 i Turin med låten "Ela". Hon deltog i den andra semifinalen, men gick inte vidare till final.